# 河里一伸
河里 一伸（かわざと かずのぶ）は、日本の官能小説家。

## 略歴・作風
2003年、アダルトゲーム『LOVERS 〜恋に落ちたら…〜』のノベライズで美少女文庫（フランス書院）よりデビュー。美少女文庫でジュブナイルポルノ作品を多く執筆している他、フランス書院文庫からも作品を出している。
登場人物として妹やメイドなどが出てくることもあるが、そういった登場人物の特徴を前面に押し出した作風ではなく、基本的にはハーレムものを得意とする。ハーレムものではあるが、『私立お嫁さま学園』（2010年）、『子づくりアイランド』（2011年）や『放課後さいみんクラブ』（2011年）といった作品では、主人公がやや強引に複数の女性と交わらされる少年となっており、少年の初体験ものともなっている。

## 作品

### 美少女文庫
フランス書院
- LOVERS 〜恋に落ちたら…〜

原作：Jellyfish、ISBN 4-8296-5716-2、2003年11月（同名アダルトゲームのノベライズ）
- いもうと新体操

挿絵：三月春人、ISBN 4-8296-5722-7、2004年3月
- とりぷる！〜妹アイドル

挿絵：オダワラハコネ、ISBN 4-8296-5734-0、2004年8月
- Sister Love Song

挿絵：榊MAKI、ISBN 4-8296-5738-3、2004年10月
- とりぷる！〜幼なじみアイドル

挿絵：オダワラハコネ、ISBN 4-8296-5746-4、2003年5月
- 妹がいっぱい フルーツバスケット

挿絵：日吉丸晃、ISBN 4-8296-5755-3、2005年7月
- 看護しちゃうぞ♥見習いナースは同級生

挿絵：ひよひよ、ISBN 4-8296-5764-2、2005年10月
- お姫様がいっぱい ようこそ、姫之湯へ

挿絵：日吉丸晃、ISBN 4-8296-5776-6、2006年3月
- かてきよ！ 家庭教師とハーレムレッスン？

挿絵：みけおう、ISBN 4-8296-5785-5、2006年6月
- ウエイトレスがいっぱい 南国は〜れむレストラン

挿絵：日吉丸晃、ISBN 4-8296-5798-7、2006年11月
- こいまほ いもうとは魔法少女

挿絵：みけおう、ISBN 978-4-8296-5803-1、2007年1月
- スポこい！ テニス部！　バレー部！　剣道部！

挿絵：しなのゆら、ISBN 978-4-8296-5821-5、2007年8月
- 放課後メイド隊

挿絵：神保玉蘭、ISBN 978-4-8296-5827-7、2008年1月
- お嬢様がいっぱい 恋する学園三国志!?

挿絵：しなのゆら、ISBN 978-4-8296-5840-6、2008年3月
- いもうと商店街

挿絵：里海ひなこ、ISBN 978-4-8296-5852-9、2008年7月
- 姫宮三姉妹が看護してあげる♥

挿絵：あきら、ISBN 978-4-8296-5864-2、2008年11月
- びんかん♥レッスン 強気な先生と！

挿絵：里海ひなこ、ISBN 978-4-8296-5876-5、2009年3月
- 駄メイドのご主人様になってください

挿絵：神無月ねむ、ISBN 978-4-8296-5918-2、2010年3月
- 私立お嫁さま学園

挿絵：せせなやう、ISBN 978-4-8296-5950-2、2010年11月
- とりぷるM　クラスメイトは放課後ドレイ！？

挿絵：Yuyi、ISBN 978-4-8296-6205-2、2012年2月

### 美少女文庫えすかれ
フランス書院
- いもうと♥泡天国

挿絵：みついまな、ISBN 978-4-8296-5888-8、2009年6月
- 子づくりプリンセス

挿絵：織澤あきふみ、ISBN 978-4-8296-5902-1、2009年10月
- 放課後子づくりクラブ

挿絵：有子瑶一、ISBN 978-4-8296-5937-3、2010年7月
- 子づくりアイランド

挿絵：神無月ねむ、ISBN 978-4-8296-5964-9、2011年2月
- 放課後さいみんクラブ

挿絵：有子瑶一、ISBN 978-4-8296-5985-4、2011年8月
- 放課後へんし～んクラブ

挿絵：有子瑶一、ISBN 978-4-8296-5996-0、2011年11月

### フランス書院文庫
フランス書院
- 三人のお姉さん【独り暮らしの部屋】

ISBN 978-4-8296-1597-3、2008年9月
- 未亡人女将の宿【陶酔】

ISBN 978-4-8296-1662-8、2009年8月
- 奥様は18歳

ISBN 978-4-8296-1712-0、2010年4月
- 浴衣の熟妻【混浴】

ISBN 978-4-8296-1781-6、2011年4月
- 牧場の四姉妹【甘い生活】

ISBN 978-4-8296-1830-1、2011年12月
- 三姉妹【あやつる】

ISBN 978-4-8296-1890-5、2012年10月

### このライトノベルがすごい！文庫
- おんせん部!

ISBN 978-4-8002-1228-3、2013年6月

### 短編

#### アンソロジー収録作
- ハーレム対決 どっちの美乳？

『CLEAVAGE〜恋人はお姉さん』に収録
著：青橋由高、河里一伸、黄支亮
イラスト：中務省、聖少女
美少女文庫、フランス書院、ISBN 4-8296-5772-3、2006年1月